# Portadown FC
Portadown FC är ett nordirländskt fotbollslag och spelar i NIFL Premiership. Fotbollsklubb grundades 1924. 

## Meriter
- NIFL Championship[1]
  - Vinnare (4): 1989–90, 1990–91, 1995–96, 2001–02
- Irish Cup[2]
  - Vinnare (3): 1990–91, 1998–99, 2004–05
- Irish League Cup[3]
  - Vinnare (2): 1995–96, 2008–09

## Trikåer
Hemmakit
| Hemmaställ · 2011/12 | Hemmaställ · 2021/22 |

## Placering tidigare säsonger
| Säsong  | Nivå | Liga              | Placering | Referens | Notering                          |
| ------- | ---- | ----------------- | --------- | -------- | --------------------------------- |
| 2016/17 | 1    | NIFL Premiership  | 12        | [ 4 ]    | Nedflyttad till NIFL Championship |
| 2017/18 | 2    | NIFL Championship | 4         | [ 5 ]    |                                   |
| 2018/19 | 2    | NIFL Championship | 3         | [ 6 ]    |                                   |
| 2019/20 | 2    | NIFL Championship | 1         | [ 7 ]    | Uppflyttad till NIFL Premiership  |
| 2020/21 | 1    | NIFL Premiership  | 9         | [ 8 ]    |                                   |
| 2021/22 | 1    | NIFL Premiership  | 11        | [ 9 ]    |                                   |
| 2022/23 | 1    | NIFL Premiership  | 12        | [ 10 ]   | Nedflyttad till NIFL Championship |
| 2023/24 | 2    | NIFL Championship | 1         | [ 11 ]   | Uppflyttad till NIFL Premiership  |
| 2024/25 | 1    | NIFL Premiership  | 8         | [ 12 ]   |                                   |